# Trianguloscalpellum regium
Trianguloscalpellum regium är en kräftdjursart som först beskrevs av Wyville Thomson 1873.  Trianguloscalpellum regium ingår i släktet Trianguloscalpellum och familjen Scalpellidae.

## Underarter
Arten delas in i följande underarter:
- T. r. latidorsum
- T. r. regium